# 연애조작단; 시라노
《연애조작단; 시라노》는 2013년 5월 27일부터 2013년 7월 16일까지 방영된 tvN의 드라마이다.

## 등장 인물

### 연애조작단
- 이종혁 : 서병훈 역 (아역 : 이재준)
- 수영 : 공민영 역
- 홍종현 : 무진 역
- 조윤우 : 아랑 역

### 승표 레스토랑
- 이천희 : 차승표 역
- 배성우 : 이민식 역
- 김민교 : 고영달 역
- 하연주 : 혜리 역

### 주변 인물
- 김정화 : 윤이설 역 (아역 : 손하윤)
- 김동석 → 이민우 : 고도일 역
- 지진희 : F등급 소심남 역
- 이청아 : 설유진 역
- 최원영 : 레스토랑 웨이터 역
- 임형준 : 진준혁 역
- 이윤지 : 마재인 역
- 이태민 : 레이 역
- 윤서 : 민세경 역
- 이광수 : 최달인 역
- 구은애 : 독고미진 역
- 정유미 : 봉수아 역
- 공유 : 봉수아 짝사랑 남 역
- 예지원 : 이해심 역
- 임원희 : 김철수 역
- 윤소정 : 황여사 역
- 최현서 : 이선주 역
- 김선빈 : 정일도 역